# 臨川寺 (長野県上松町)
臨川寺（りんせんじ）は 長野県木曽郡上松町にある臨済宗妙心寺派の寺院。山号は寝覚山。

## 歴史

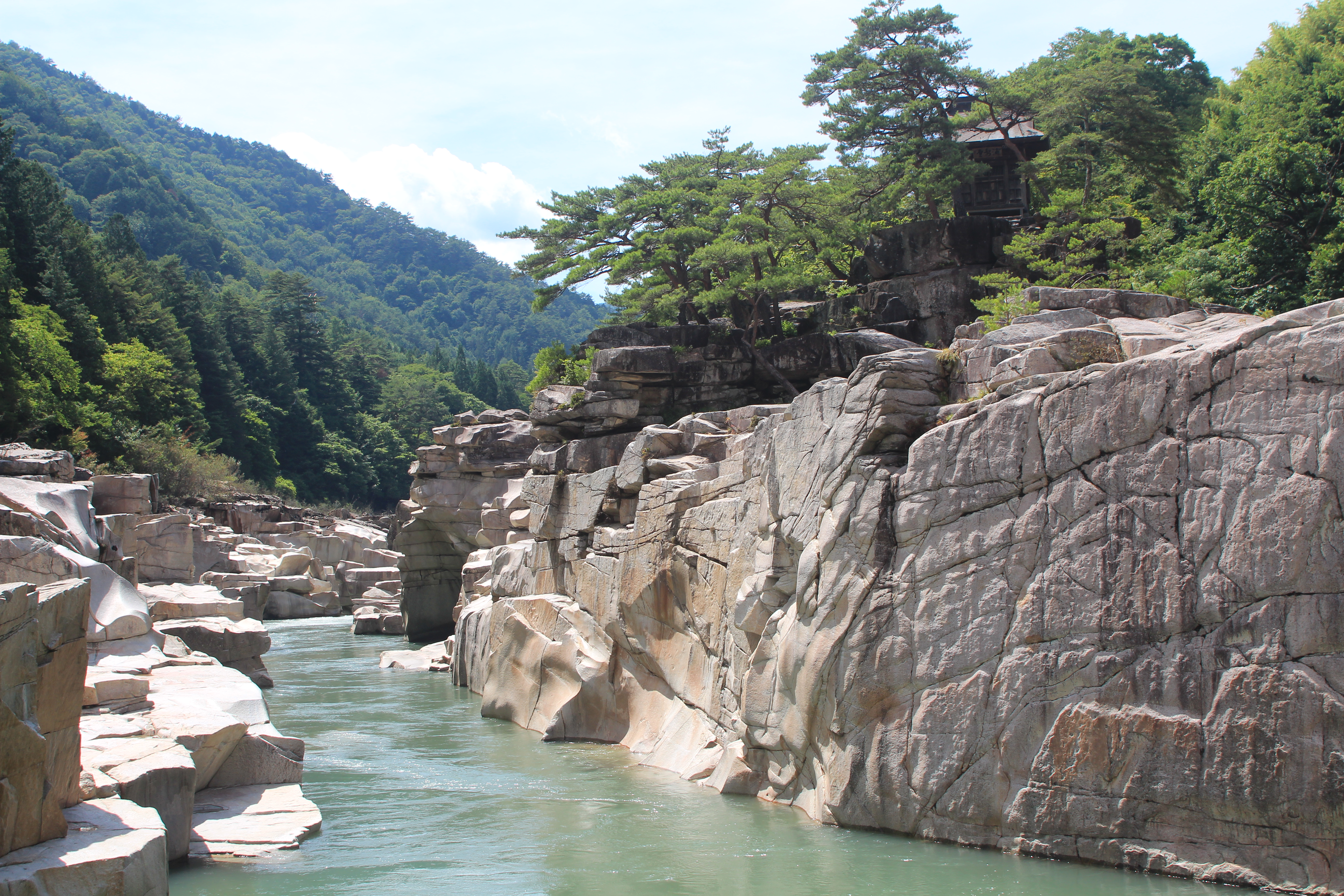
寝覚の床の浦島堂（右上）

関山慧玄（1277年2月11日 - 1361年1月19日）による開山と伝わるので、14世紀に創建されたものと考えられる。
寛永元年(1624年)、木曽谷を領地としていた尾張藩初代藩主の徳川義直が、木曾代官の山村良勝に命じて中興開基し、甲斐の恵林寺から快川紹喜の法孫である鐡船宗毘を勧請して中興開山とした。
しかし『木曾考続貂』には、「臨済宗、妙心寺末、寝覚山臨川寺。開山鐡船和尚、慶安元子」とあり、
慶安元年(1648年)に、甲斐恵林寺の快川紹喜の法孫の鐡船宗毘を開山として中興されたと記されている。
当初は、大本山妙心寺の直末であったが、後に大桑村須原の定勝寺の一山となった。
当時の境内は六千余坪で、本堂・庫裏・方丈・玄関・書院・鐘楼・開山堂・弁天堂・経蔵・有功門・静観亭・望床斎などがあったとされる。
臨川寺から眺める寝覚の床は、天下の絶景と言われ、尾張藩主や日光例幣使、中山道を参勤交代のために通行する大名は言うに及ばず、旅する一般庶民も必ず立寄って小憩所として利用したため善美な亭や斎があった。
寛永11年(1634年)の沢庵宗彭、貞享3年(1686年)の大淀三千風、享保9年(1724年)に松本藩主・水野忠幹の命により、家臣で学究の武士であった鈴木重武と三井弘篤が著述・編集した信府統記、正徳5年(1715年)に書かれた「笈の若葉」、宝暦7年(1757年)に松平秀雲によって書かれた『吉蘇志略』、明治には森鴎外と島崎藤村、大正には若山牧水等々、臨川寺について記された書物は多く、その時々の様子が見て取れる。いづれも臨川寺に立寄り、寝覚の床を眺め、その奇岩怪石の名や浦島伝説にふれ、時には詩歌を詠み記している。
寛永13年(1636年)4月4日、尾張藩主の徳川義直は参勤交代の途中で臨川寺に立ち寄って寝覚の床を見て、木曽福島の山村邸に宿泊したという記録が残っている。歴代の尾張藩主は参勤交代の帰路は中山道を通行し、山村邸に宿泊して臨川寺で小休止することが恒例となっていた。この山村邸とは、山村甚兵衛家の上屋敷か下屋敷(山村代官屋敷)のどちらかについては不明である。
寝覚の床の岩上には、謡曲の『寝覚』に「三返の翁と申す者、寿命めでたき薬をあたうる」とあり、神仙思想からする弁天祠が祀られていた。
この弁天祠については、貝原益軒の『岐蘇路之記』にも出てくるが、
正徳2年(1712年)、尾張藩四代藩主の徳川吉通が、臨川寺境内に新たに弁天堂を建立して祈願所とした。
文久3年(1863年)5月に火災で、弁天堂は残ったものの、他の建物は焼失したため、古記録も失われてしまった。
明治13年(1880年)6月27日、明治天皇が、中山道を御巡幸の際に寝覚の床を御観覧のために臨川寺で小休止をあらせられた。
その後も昭和天皇をはじめとする皇族が御立寄になられて小休止をあらせられた。
明治17年(1884年)5月、木曽川で大洪水が発生し、床岩の樹木が被害を受けた折に、数十人の人夫を雇い、アカマツを200本植樹した。
明治40年(1907年)から41年(1908年)にかけて、浦島堂と大岩下の石垣修理を行った。
大正12年(1923年)、寝覚の床は、当時の内務省から史跡名勝天然記念物に指定された。
昭和25年(1950年)、上松町で大火があり、小学校と中学校が全焼したが、臨川寺は所有していた寝覚と松原の地を提供した。

## 寺宝
- 文殊菩薩像
- 弁財天像
- 明堂禅師図
- 臨川寺図
- 木曾八景(駒ヶ岳の夕照・風越の晴嵐・横川[与川]の秋月・御嶽の暮雪・徳音寺の暁[晩]鐘・寝覚の夜雨・小野の瀑布・掛橋[桟]の朝霞[霧])の版木
- 白隠禅師達磨図

## 境内

### 山門跡
平成10年(1998年)6月、下水工事が始まった際に、臨川寺山門の礎石が明らかになった。
礎石は花崗岩で2基が残っており、間隔は約3mである。柱の元は動かないように箱型のもので固定されている。
文化3年(1806年)の『中山道分間延図』には臨川寺の山門が明確に図示されている。その図からすると屋根付きの門柱であったことがわかる。
口碑によると、明治以前に火災があり、その際に山門も焼失したものと思われる。

### 方丈
昭和46年(1971年)、文久3年の火災で焼失して以来、108年ぶりに再建された。

### 弁財天堂
正徳元年(1711年)4月19日、尾張藩四代の徳川吉通が、寝覚の床に立寄った際に、母公の寿命長久を祈願して、弁財天堂を建てるように上松の木曾材木奉行所の役人に命じた。そこで正徳2年(1712年)4月に上松の宮木喜右衛門が請合人となって5月9日までに材木の切り出しが終わり、12月に斧入れ、6月12日に棟上を行い、8月に拝殿と鳥居ともども完成した。
大工の棟梁は、名古屋の疋田善三郎の他3名、世話人は、塚田角兵衛の他2名、石屋は、伊那郡高遠城下町の3名、木挽は、上松の2名であった。
上松町において最も古い建築物のため文化財に指定されている。

### 浦島堂

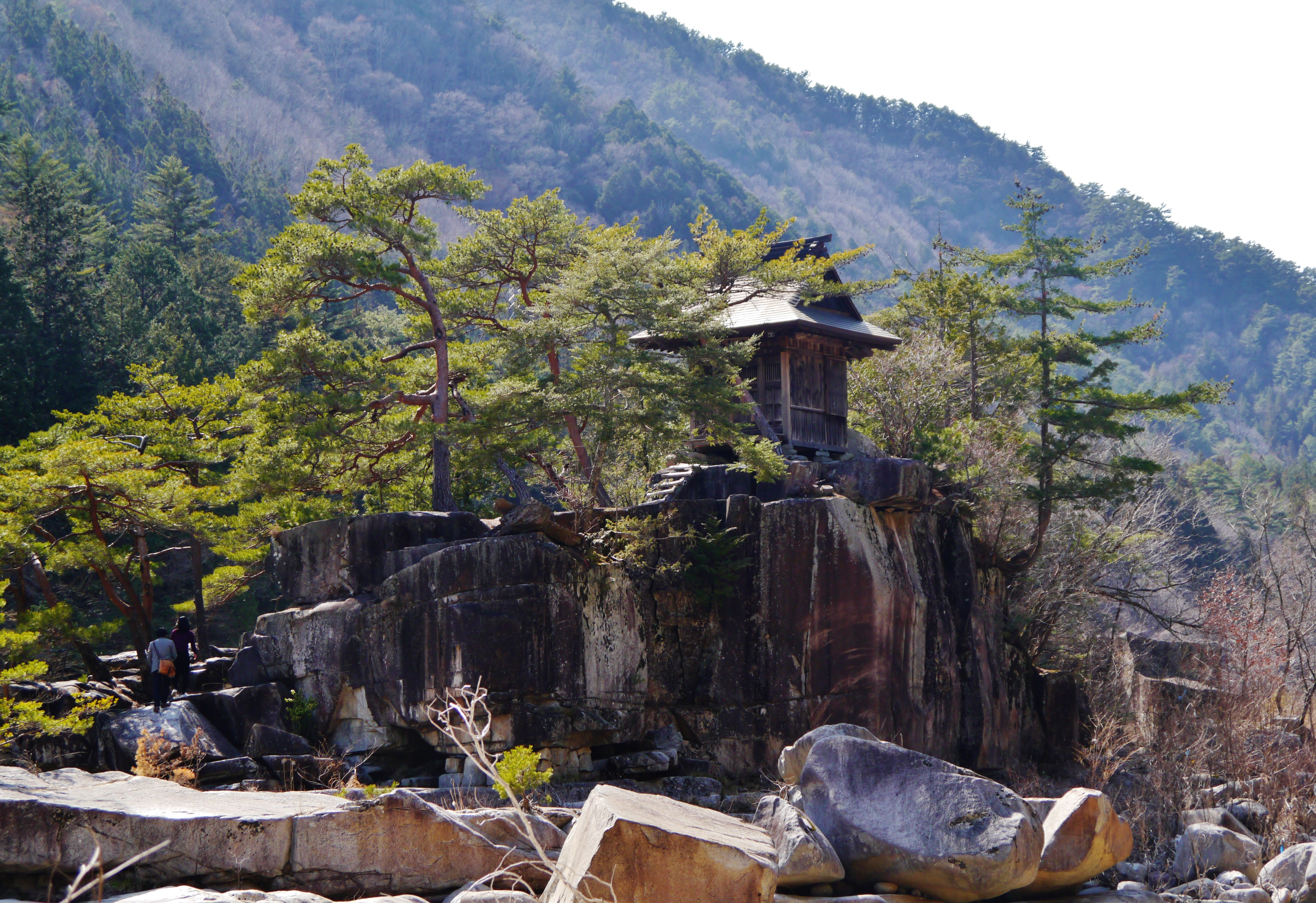
浦島堂

『木曾旧記録』によると、木曽川を眼下に見下ろす大岩の上にある浦島堂は、元は弁天社であり、上松村の忠右衛門の母が、孫であり忠右衛門の子である大脇未徹が幼少の時に、元気に育つことを祈って建てたものであるが、年月を経て自然に破損が進んでいた。
そこで少しづつ修理を行っていたが、九条家の姫が、中山道を京都から江戸へ下向する際にそのことを聞き、費用を下賜してくれたので建物を再建することができた。
享保9年(1724年)の『信府統記』には、「木曽川ノ際ニアル大キナル岩アリ、横十間バカリ長四十間程、其高キ所ニ弁財天ノ小サキ社アリ」とも記されている。
すなわち、臨川寺境内にある弁財天堂ではなく、現在は浦島堂と呼ばれている建物も弁天社と呼ばれていたことがわかる。
また寺宝の『臨川寺図』や、江戸時代中期の木版画の中には木曽川対岸の林の中に弁天社が描かれたものがある。
江戸時代末期に、浦島大明神を祀る浦島堂となった。その際に弁天社の堂内にあった文殊菩薩像(弁財天像)は臨川寺に移されて、現在は浦島大明神の位牌が安置されている。
この浦島堂がある大岩には、三体の観音像の摩崖仏が彫られているが知る人は少ない。

### 臨川寺宝物館
昭和39年(1964年)に開館した歴史博物館である。
浦島太郎の釣竿と伝えられる物や近世の民具などが展示されている。

### 石碑
- 三村道益[2]の碑　 　宝暦年間に木曾代官の山村良由が道益の功績により題しての建立。
- 方壺山人[3]留跡碑　 文政年間に木曾代官の山村良祺の撰題による建立。
- 明治天皇記念碑
- 戦没者慰霊碑
- 中国殉難者供養塔

### 歌碑
- 烏丸光栄
- 貝原益軒
- 近衛摂政

## 浦島太郎伝説
臨川寺建立の由来を語る『寝覚浦嶋寺略縁起』によれば、浦島太郎は竜宮城から玉手箱と弁財天像と万宝神書をもらって帰り、日本諸国を遍歴したのち、木曽川の風景の美しい里にたどり着いた。ここであるいは釣りを楽しみ、霊薬を売るなどして長年暮らしていたが、あるとき里人に竜宮の話をするうち玉手箱を開けてしまい、齢300年の老人と化してしまった。天慶元年（938年）この地から姿を消したという。
上記の『寝覚浦嶋寺略縁起』の伝説は、現存最古のものでも宝暦6年(1756年)改版本であるが、おおまかな伝説としては、近世初頭以降に語り継がれてきたものと考えられる。